# Bieber (Califórnia)
Bieber (anteriormente, Chalk Ford )  é um local designado pelo censo (CDP) no condado de Lassen, Califórnia.  Ele está localizado no Rio Pit 89 km (55 mi) ao norte-noroeste de Susanville, a uma altitude de 4.124 pés (1.257 m).  A sua população era de 312 no censo de 2010. O CEP é 96009. A comunidade está dentro do código de área 530.

## História
O assentamento surgiu no vau do Rio Pit em 1877. A primeira agência dos correios em Bieber foi aberta em 1877.  Era um entroncamento importante entre as ferrovias do Grande Norte e do Pacífico Ocidental para o tráfego norte-sul, agora propriedade da BNSF Railway.

## Demografia
No censo de 2010, Bieber tinha uma população de 312. A densidade populacional era de 184,2 pessoas por milha quadrada (71,1/km2). A composição racial de Bieber era de 264 (84,6%) branco, 0 (0,0%) afro-americano, 15 (4,8%) nativo americano, 1 (0,3%) asiático, 0 (0,0%) ilhéu do Pacífico, 24 (7,7%) de outras corridas, e 8 (2,6%) de duas ou mais corridas. Hispânicos ou latinos de qualquer raça eram 72 pessoas (23,1%).
Toda a população vivia em agregados familiares, ninguém vivia em alojamentos de grupo não institucionalizados e ninguém foi institucionalizado.
Havia 123 famílias, 41 (33,3%) tinham filhos menores de 18 anos morando nelas, 67 (54,5%) eram casais de sexos opostos que viviam juntos, 7 (5,7%) tinham uma chefe de família sem marido presente, 10 (8,1%) tinha um chefe de família do sexo masculino sem esposa presente. Havia 6 (4,9%) parcerias solteiras de sexo oposto e 1 (0,8%) casais ou parcerias do mesmo sexo. 34 domicílios (27,6%) eram uma pessoa e 12 (9,8%) tinham alguém morando sozinho com 65 anos ou mais. O tamanho médio da casa era 2,54. Havia 84 famílias (68,3% dos domicílios); o tamanho médio da família era de 3,05.
A distribuição etária foi de 78 pessoas (25,0%) com menos de 18 anos, 27 pessoas (8,7%) com 18 a 24 anos, 77 pessoas (24,7%) com 25 a 44 anos, 88 pessoas (28,2%) com 45 a 64 anos, e 42 pessoas (13,5%) com 65 anos ou mais. A mediana de idade foi de 38,4 anos. Para cada 100 mulheres, havia 93,8 homens. Para cada 100 mulheres com 18 anos ou mais, havia 105,3 homens.
Havia 148 unidades habitacionais com densidade média de 87,4 por quilômetro quadrado, das unidades ocupadas 90 (73,2%) eram ocupadas pelos proprietários e 33 (26,8%) eram alugadas. A taxa de vacância de moradores foi de 4,2%; a taxa de vacância de aluguel foi de 10,8%. 237 pessoas (76,0% da população) viviam em domicílios próprios e 75 pessoas (24,0%) em domicílios para locação.

## Política
Na legislatura estadual, Bieber encontra-se representado no primeiro Districto do Congresso, e Megan Dahle representam o distrito na Assembleia.
Federalmente, Bieber está no 1º distrito congressional da Califórnia, representado pelo Republicano Dou LaMalfa.